# Wayne Routledge
Wayne Neville Routledge (Sidcup, London, 1985. január 7. –) angol labdarúgó, a Premier League-ben szereplő Swansea City játékosa. Középpályás, aki általában a jobb szélen játszik, de a bal szélen is bevethető. Játszott az angol U16-os, U19-es és U21-es válogatottban is.

## Pályafutása

### Crystal Palace
Routledge a Crystal Palace-nál kezdte pályafutását. 2001 októberében, 16 évesen debütált a West Bromwich Albion ellen. 2002 szeptemberében, 17 évesen a Wolves ellen pályára lépése után csupán egy perccel gólt szerzett.
Fontos tagja volt a csapatnak, mikor a 2003–04-es szezonban feljutást nyertek a play-off során, azonban a következő idényben már vissza is csúsztak a másodosztályba. Routledge viszont maradt az élvonalban a Tottenham Hotspur révén, akik 2005. július 1-jén leigazolták. A két klub nem tudott megegyezni a játékos áráról, így az ügy bíróság elé került. A Palace kezdésként 1.25 millió fontot kapott, ami Routledge mérkőzéseitől függően 2 millióra növekedhet.

### Tottenham Hotspur
Miután a szezon előtti mérkőzéseken jól teljesített, pályafutása a csapatnál nem a vártnak megfelelően kezdődött; bemutatkozó mérkőzésén a bajnokságban eltörte a lábát, és csak 2005. december 12-én tért vissza a Portsmouth ellen.
A 2006 januári átigazolási időszakban kölcsönadták a Portsmouth-nak. A csapatban 13-szor lépett pályára, mielőtt visszatért a Spurs-höz a szezon végén. Routledge mély benyomást tett a Portsmouth edzőjére, Harry Redknapp-re, mikor a Bolton Wanderers elleni hazai mérkőzésen 2006 márciusában 1–0-s Bolton vezetésnél csupán három perccel lefújás előtt a nemrég csereként beállt Routledge három Bolton játékost lehagyva a 16-oson belül a Matthew Taylor-tól kapott labdát előkészítette Azar Karadas-nak, aki egy látványos lövéssel egyenlített.
2006 augusztusában ismét kölcsönadta a Spurs, ezúttal egy évre a Fulham-hez, cserébe Steed Malbranque érkezett a White Hart Lane-re. A Newcastle United ellen debütált a sérült Jimmy Bullard cseréjeként a 34. percben.

### Aston Villa
Routledge 2008. január 30-án csatlakozott az Aston Villához 18 hónapra 1.25 millió fontért. Első gólját a tartalékoknál debütáló mérkőzésén szerezte a Derby County ellen. A felnőtt csapatban a Bolton Wanderers ellen debütált 2008. április 5-én Sztilijan Petrov cseréjeként a 86. percben.

## Külső hivatkozások
- Wayne Routledge pályafutásának statisztikái a Soccerbase oldalon (angolul)

- Képek sporting-heroes.net
- Profil 4thegame.com
- Profil premierleague.com